# 大久保忠董
大久保 忠董（おおくぼ ただしげ、生没年不詳）は、江戸時代末期（幕末）の旗本。官位は従五位下土佐守。通称は喜右衛門。大久保忠興の子。

## 来歴
万延元年（1860年）閏3月22日より先手火付盗賊改加役となる。文久元年（1861年）11月京都東町奉行（第40代）に就任した。在職中、島津久光の入京や寺田屋騒動が起こった。文久2年8月、浦賀奉行となり、元治元年江戸に戻る。